# Reinhold Johannes Ortlepp
Reinhold Johannes Ortlepp (geb. 10. Mai 1894 in Melmoth, Südafrika; gest. 12. April 1964 in Pretoria) war ein südafrikanischer Zoologe und Helminthologe. Er ist Erstbeschreiber von 100 Parasiten, die Gattungen Ortleppascaris, Ortleppolepis, Ortleppnema und Ortleppstrongylus sind  nach ihm benannt.

## Leben
Ortlepp erlangte 1911 seine Hochschulreife am Maritzburg College in Pietermaritzburg. Im Folgejahr begann er ein Studium am Natal University College, wechselte 1913 aber an das Victoria College Stellenbosch. Er erhielt einen Bachelor of Arts von der University of the Cape of Good Hope und ein Queen-Victoria-Stipendium, das es ihm ermöglichte, 1917 den Master of Science in Zoologie an der Universität Kapstadt zu erwerben. Nach einem Jahr als Dozent an der South African School of Mines and Technology (heute Witwatersrand-Universität) und einem weiteren als Professor für Zoologie am Rhodes University College ging Ortlepp 1921 nach London an das Institut für Landwirtschaftliche Parasitologie. Ein Teil seines Urlaubs verbrachte er an Forschungseinrichtungen in Neuenburg NE, Wien und Neapel. Er konzentrierte seine Arbeit auf Helminthen von südafrikanischen Säugetieren, Reptilien und Amphibien im Londoner Zoo und beschrieb neun neue Arten. In Anerkennung seiner Leistungen wurde er Ehren-Helminthologe der Zoological Society of London. 1923 erwarb er den Ph.D. in Zoologie (Helminthologie) der Universität London und blieb bis Ende 1927 auf seiner Forschungsstelle in London.
1928 kehrte Ortlepp nach Südafrika zurück und wurde nach einer kurzen Zeit als Farmer in KwaZulu-Natal 1930 als Research Officer an das Onderstepoort Veterinary Institute berufen. Hier verbrachte er die restliche Zeit seiner beruflichen Laufbahn als Helminthologe. Sein Hauptinteressen waren die Taxonomie und die Lebenszyklen von Saug-, Band- und Fadenwürmern. In den 30 Jahren seiner Forschungstätigkeit entdeckte und beschrieb er 100 neue Arten. Die Universität London verlieh ihm 1936 den Doktortitel. Nach seiner Pensionierung 1954 wandte er sich den Endoparasiten bei Wildtieren zu. Ortlepp verfasste 70 wissenschaftliche Arbeiten.